# Fromis 9
Fromis 9 (kor. 프로미스나인 lub 프로미스 9, zapis stylizowany: fromis_9) – południowokoreański girlsband założony w 2017 roku przez CJ E&M w ramach reality show Idol School. Grupa składa się z pięciu członkiń: Song Ha-young, Park Ji-won, Lee Chae-young, Lee Na-gyung i Baek Ji-heon. Początkowo dziewięcioosobowy zespół stracił Jang Gyu-ri, która odeszła w lipcu 2022 roku, a następnie Lee Sae-rom, Roh Ji-sun i Lee Seo-yeon, które opuściły grupę pod koniec 2024 roku.
Grupa zadebiutowała 24 stycznia 2018 roku pod zarządem Stone Music Entertainment, natomiast za kreatywny kierunek i produkcję muzyki odpowiadało Pledis Entertainment, przy okazji wydania ich pierwszego minialbumu To. Heart. We wrześniu 2018 roku zarządzanie Fromis 9 przeszło do Off the Record Entertainment, nowej wytwórni założonej przez Stone Music. Następnie Pledis Entertainment zajmowało się grupą od 21 sierpnia 2021 roku aż do wygaśnięcia kontraktu 31 grudnia 2024 roku. W styczniu 2025 roku pięć członkiń podpisało kontrakt z wytwórnią Asnd i planują wydać nową muzykę w czerwcu.

## Nazwa
Nazwa grupy Fromis_ została zasugerowana przez internautów za pośrednictwem oficjalnej strony internetowej Idol School i wybrana przez CJ E&M, z opisem w wymowie jako „From Idol School” i „Promise”, co oznacza również „dotrzymać obietnicy [dla widzów], że będą najlepszą grupą dziewcząt”. Po ogłoszeniu swoich kont społecznościowych przez agencję, grupa zdecydowała się dodać 9 w swojej nazwie.

## Historia

### Przed debiutem:Idol School i „Glass Shoes”
W marcu 2017 roku ogłoszono, że Mnet, ten sam kanał odpowiedzialny za inne programy survivalowe, w tym Sixteen i Produce 101, uruchomi nowy program zatytułowany Idol School, aby utworzyć nową grupę dziewcząt. Program miał premierę 13 lipca i zakończył się 29 września 2017 roku. O ostatecznym składzie zadecydowały wyłącznie głosy widzów na żywo i online. Pledis Entertainment, kierowany przez dyrektora generalnego Han Sung-soo, zarządzał szkoleniem i debiutem grupy.
29 listopada Fromis 9 wykonały swój debiutancki singiel „Glass Shoes” podczas gali 2017 Mnet Asian Music Awards w Japonii. Piosenka została wydana jako cyfrowy singiel następnego dnia.

### 2018:To. Heart,To. DayiFrom.9
24 stycznia 2018 roku Fromis 9 oficjalnie zadebiutowały ze swoim pierwszym minialbumem To. Heart,wraz z głównym singlem „To Heart”. 
10 maja potwierdzono, że Jang Gyu-ri weźmie udział jako uczestniczka w programie Produce 48. Fromis 9 kontynuowały działalność jako ośmioosobowy zespół i 5 czerwca wydały swój drugi minialbum To. Day,  bez Jang ze względu na jej udział w programie. Fromis 9 wróciły do dziewięcioosobowej grupy po tym, jak Jang Gyu-ri została wyeliminowana, zajmując 25. miejsce.
Od 21 września Fromis 9 było zarządzane przez Off The Record Entertainment, nową agencję założoną wyłącznie dla Fromis 9 i południowokoreańsko-japońskiej grupy Iz*One.
10 października grupa wydała specjalny singiel album zatytułowany From.9 z tytułową piosenką „Love Bomb”. Był to pierwszy powrót wszystkich 9 członkiń po powrocie Jang Gyu-ri.

### 2019–2020:Fun FactoryiMy Little Society
4 czerwca 2019 Fromis 9 wydały swój drugi singiel album Fun Factory, wraz z  głównym utworem „Fun!”.
16 września 2020 roku grupa wydała swój trzeci minialbum My Little Society, wraz z głównym utworem „Feel Good (Secret Code)”. 10 września Off The Record potwierdziło, że Lee Seo-yeon opuści wszystkie aktywności z powodu niedawnej kontuzji nogi, a grupa będzie działać w ośmioosobowym składzie.

### 2021:9 Way Ticket, nowa firma zarządzająca iTalk & Talk
17 maja grupa wydała swój trzeci singiel album 9 Way Ticket, zawierający tytułowy utwór „We Go".
16 sierpnia ogłoszono, że Fromis 9 odejdą z Off The Record, a zarządzanie grupą przejmie Pledis Entertainment.
1 września grupa wydała nowy, specjalny singiel album Talk & Talk, zawierający tytułowy utwór o tej samej nazwie. 7 września dzięki „Talk & Talk” grupa odniosła swoje pierwsze w historii zwycięstwo w programie muzycznym SBS MTV The Show.

### 2022:Midnight Guest,From Our Memento Boxi odejście Jang Gyu-ri z grupy
17 stycznia 2022 Fromis 9 wydały swój czwarty minialbum Midnight Guest, zawierającą tytułowy utwór „DM”.
24 lutego 2022 roku ogłoszono, że Baek Ji-heon zrobi sobie przerwę w działalności ze względu na problemy zdrowotne.
27 czerwca 2022 Fromis 9 wydały swój piąty minialbum From Our Memento Box z tytułowym utworem „Stay This Way”.
28 lipca 2022 Pledis Entertainment ogłosiło, że członkini Jang Gyu-ri opuści grupę 31 lipca. W swoim komunikacie prasowym Pledis stwierdziło, że kiedy Fromis 9 zostały przeniesione do firmy w 2021 roku, każda członkini podpisała z firmą nową umowę. Jednak Jang zdecydowała się przenieść swój pierwotny kontrakt z Off The Record, który miał trwać tylko rok. Od 31 lipca Fromis 9 kontynuują działalność jako ośmioosobowa grupa.

### 2023–2024:Unlock My World, Supersonici odejście z Pledis Entertainment
15 maja 2023 roku Pledis Entertainment ogłosiło, że Fromis 9 wyda swój pierwszy album studyjny zatytułowany Unlock My World 5 czerwca, który będzie również ich pierwszym wydawnictwem w ośmioosobowym składzie. 11 października grupa wydała singiel „Love Me Back” jako część ścieżki dźwiękowej do webtoonu Naver Operation: True Love.
W lipcu 2024 roku potwierdzono, że Fromis 9 przygotowują nowy album, który miał zostać wydany w sierpniu. W tym samym miesiącu grupa wystąpiła na serii festiwali, w tym na Weverse Con, Kwave Music Festival w Manili oraz po raz pierwszy na festiwalu Waterbomb w trzech miastach. 18 lipca Fromis 9 ogłosiły swój piąty singiel album zatytułowany Supersonic, który ukazał się 12 sierpnia. Tytułowy utwór z albumu osiągnął drugie miejsce na Circle Chart w Korei Południowej.
29 listopada Pledis Entertainment ogłosiło, że ekskluzywne kontrakty z Fromis 9 oficjalnie wygasną 31 grudnia. 6 grudnia ogłoszono, że grupa wyda singiel „From” 23 grudnia, zanim opuści wytwórnię.

### Od 2025: Reformacja w pięcioosobowym składzie i odejścia członkiń
W styczniu 2025 roku ogłoszono, że pięć członkiń — Song Ha-young, Park Ji-won, Lee Na-kyung, Lee Chae-young i Baek Ji-heon — przeszło do wytwórni Asnd, natomiast Lee Sae-rom, Lee Seo-yeon i Roh Ji-sun nie dołączyły, a kwestia dalszego korzystania z nazwy zespołu była nadal omawiana z poprzednią agencją. W lutym Lee Sae-rom potwierdziła w wywiadzie, że ona, Lee Seo-yeon oraz Roh Ji-sun nie będą kontynuować działalności w grupie. W marcu potwierdzono, że zespół może nadal używać swojej oryginalnej nazwy, a także opublikowano zwiastun z udziałem pięciu pozostałych członkiń. Asnd później ogłosiło, że grupa przygotowuje nową muzykę, której premiera planowana jest na czerwiec 2025 roku.

## Członkinie

### Obecne
| Pseudonim      | Pseudonim | Prawdziwe imię               | Data urodzenia   | Pozycja w zespole             |
| Latynizacja    | Hangul    | Prawdziwe imię               | Data urodzenia   | Pozycja w zespole             |
| -------------- | --------- | ---------------------------- | ---------------- | ----------------------------- |
| Hayoung        | 하영      | Song Ha-young (kor. 송하영)  | 29 września 1997 | wokalistka, tancerka          |
| Jiwon          | 지원      | Park Ji-won (kor. 박지원)    | 20 marca 1998    | wokalistka                    |
| Lee Chae-young | 이채영    | Lee Chae-young (kor. 이채영) | 14 maja 2000     | wokalistka, tancerka, raperka |
| Nagyung        | 나경      | Lee Na-gyung (kor. 이나경)   | 1 czerwca 2000   | tancerka, wokalistka, raperka |
| Jiheon         | 지헌      | Baek Ji-heon (kor. 백지헌)   | 17 kwietnia 2003 | wokalistka, Maknae            |

### Byłe
| Pseudonim   | Pseudonim | Prawdziwe imię             | Data urodzenia    | Pozycja w zespole                      |
| Latynizacja | Hangul    | Prawdziwe imię             | Data urodzenia    | Pozycja w zespole                      |
| ----------- | --------- | -------------------------- | ----------------- | -------------------------------------- |
| Gyuri       | 규리      | Jang Gyu-ri (kor. 장규리)  | 27 grudnia 1997   | wokalistka                             |
| Saerom      | 새롬      | Lee Sae-rom (kor. 이새롬)  | 7 stycznia 1997   | liderka, raperka, wokalistka, tancerka |
| Jisun       | 지선      | Roh Ji-sun (kor. 노지선)   | 23 listopada 1998 | tancerka, wokalistka                   |
| Seoyeon     | 서연      | Lee Seo-yeon (kor. 이서연) | 22 stycznia 2000  | raperka, wokalistka                    |

## Dyskografia

### Albumy studyjne
- Unlock My World (2023)

### Minialbumy
- To. Heart (2018)
- To. Day (2018)
- My Little Society (2020)
- Midnight Guest (2022)
- From Our Memento Box (2022)

### Single albumy
- From.9 (2018)
- Fun Factory (2019)
- 9 Way Ticket (2021)
- Talk & Talk (2021)
- Supersonic (2024)

Single cyfrowe
| Rok                                                       | Tytuł                     | Najwyższa pozycja | Najwyższa pozycja | Najwyższa pozycja | Album                |
| Rok                                                       | Tytuł                     | KOR               | KOR               | US World          | Album                |
| Rok                                                       | Tytuł                     | Circle            | Hot               | US World          | Album                |
| --------------------------------------------------------- | ------------------------- | ----------------- | ----------------- | ----------------- | -------------------- |
| 2017                                                      | „Glass Shoes" (유리구두)  | –                 | –                 | –                 | –                    |
| 2018                                                      | „To Heart"                | –                 | –                 | –                 | To. Heart            |
| 2018                                                      | „DKDK" (두근두근)         | –                 | –                 | –                 | To. Day              |
| 2018                                                      | „Love Bomb"               | –                 | –                 | 22                | From.9               |
| 2019                                                      | „Fun!"                    | –                 | 94                | –                 | Fun Factory          |
| 2020                                                      | „Feel Good (Secret Code)" | –                 | 82                | –                 | My Little Society    |
| 2021                                                      | „We Go"                   | 106               | 51                | 14                | 9 Way Ticket         |
| 2021                                                      | „Talk & Talk"             | 97                | –                 | –                 | Talk & Talk          |
| 2022                                                      | „DM"                      | 57                | 66                | –                 | Midnight Guest       |
| 2022                                                      | „Stay This Way"           | 14                | –                 | –                 | From Our Memento Box |
| 2023                                                      | „#menow"                  | 13                | –                 | –                 | Unlock My World      |
| 2024                                                      | „Supersonic"              | 2                 | –                 | –                 | Supersonic           |
| 2024                                                      | „From"                    | 198               | –                 | –                 | –                    |
| „–” oznacza, że singiel nie był notowany na danej liście. |                           |                   |                   |                   |                      |